# Coelidia niger
Coelidia niger är en insektsart som beskrevs av Spångberg 1878. Coelidia niger ingår i släktet Coelidia och familjen dvärgstritar. Inga underarter finns listade i Catalogue of Life.